# Benedito Ulhoa Vieira
Dom Benedito Ulhoa Vieira (Mococa, 9 de outubro de 1920 — Uberaba, 3 de agosto de 2014) foi um bispo católico brasileiro, arcebispo emérito de Uberaba.

## Biografia
Filho de José Theodoro Vieira e Leonor de Ulhôa Coelho Vieira, iniciou seus estudos em sua terra natal, cursou o Ensino Fundamental no Seminário de Pirapora, estudou Filosofia e Teologia no Seminário Central do Ipiranga em São Paulo. Foi ordenado sacerdote pelo Cardeal Dom Carlos Carmelo de Vasconcelos Motta em 8 de dezembro de 1948.
Em 1953 graduou-se doutor em Teologia na Faculdade da Assunção e fez Letras Clássicas na Faculdade de São Bento. Em São Paulo foi Professor, Vice-Reitor e Capelão da PUC; Pároco dos Universitários e Reitor do Seminário Central do Ipiranga. Foi Vigário Geral da Arquidiocese de São Paulo e coordenou sua restauração administrativa.

### Episcopado
Benedito Ulhoa Vieira foi nomeado pelo Papa Paulo VI como bispo auxiliar da Arquidiocese de São Paulo, com a sé titular de Bitettum, em 29 de novembro de 1971. Em 25 de janeiro de 1972, foi sagrado Bispo no Seminário Central do Ipiranga, pelas mãos do Cardeal Dom Paulo Evaristo Arns; os co-consagrantes foram Dom José Thurler e Dom Lucas Moreira Neves, ambos bispos auxiliares de São Paulo. Seu lema episcopal era In Nomine Domini (Em Nome de Deus).
O papa o promoveu em 14 de julho de 1978 para a Arquidiocese de Uberaba. Tomou posse no dia 15 de setembro de 1978, como segundo arcebispo e quinto bispo de Uberaba. Foi Vice Presidente da CNBB de 1983 a 1987 e presidente do Regional Leste 2.
Sua renúncia por idade foi aceita pelo Papa João Paulo II em 28 de fevereiro de 1996.
Dom Benedito foi membro da Academia de Letras do Triângulo Mineiro, na cadeira 19, e autor de vários livros.
Morreu em 2014, no Hospital São José, onde estava internado desde 26 de julho, em decorrência de falência múltipla de órgãos. O arcebispo tinha cardiopatia, asma crônica e insuficiência renal. Seu corpo foi sepultado no Jazigo dos Bispos, no lado direito do altar da Catedral Metropolitana de Uberaba.

## Ordenações

### Ordenação diaconal
- Geraldo dos Reis Maia (1988)

### Ordenações presbíteros
- Geraldo dos Reis Maia (1988)

### Ordenações episcopais
Dom Benedito foi concelebrante da sagração episcopal de:
- José de Matos Pereira, C.M.F. † (1973)
- Francisco Manuel Vieira † (1975)
- Joel Ivo Catapan, S.V.D. † (1975)
- Angélico Sândalo Bernardino (1975)
- Mauro Morelli † (1975)
- Luciano Pedro Mendes de Almeida, S.J. † (1976)
- Geraldo Majella Cardeal Agnelo † (1978)
- Aloísio Roque Oppermann, S.C.J. † (1983)
- João Bosco Oliver de Faria (1987)
- Paulo Sérgio Machado (1989)
- Joviano de Lima Júnior, S.S.S. † (1995)
- José Moreira de Melo (1996)
- Antônio Braz Benevente (2010)